# Tellina bodegensis
Tellina bodegensis är en musselart som beskrevs av Hinds 1845. Tellina bodegensis ingår i släktet Tellina och familjen Tellinidae.

## Underarter
Arten delas in i följande underarter:
- T. b. bodegensis
- T. b. santarosae